# Tassilo Blittersdorff
Tassilo Blittersdorff (* 12. Oktober 1946 in Bad Ischl) ist ein österreichischer Konzept- und Fotokünstler und Maler.

## Leben
Tassilo Blittersdorff studierte von 1965 bis 1970 Kunstgeschichte und Archäologie an der Universität Wien und in Salzburg. Danach studierte er bis 1975 Malerei an der Accademia di Belle Arti in Rom. Er lebt und arbeitet in Wien.
Tassilo Blittersdorff arbeitet meist mit Serien, die thematisch zu einem Konzept gehören. Er interessiert sich für innovative Möglichkeiten, verwendet ungewöhnliche Materialien und experimentelle Techniken, die er eigens für bestimmte Bildideen entwickelt.
Die erste (ab ca. 1975) seiner konzeptuellen Serien setzte sich mit Entstehen, Veränder- und Wiedererkennbarkeit von Zeichen auseinander, später gab es Themen, wie die alpine Landschaft (Bergserie 1976–78) und den menschlichen Körper (Herzserie, Körperabdrücke ca. 1979–1982).
Ab etwa 1989 versuchte er mit elektrochemischen Prozessen Bilder automatisch herzustellen, dabei wurden erstmals die bilderzeugenden Möglichkeiten der Galvanisation künstlerisch eingesetzt. Die komplexen Strukturen von Metallablagerungen auf mit Graphit beschichteten Bildträgern (Leinwand, Papier) gleichen organisch Gewachsenem.
Ab ca. 1993/94 begann er Arbeiten mit fotochemischen Prozessen. Mit alten, heute unüblichen Techniken wie Cyanotypie, Eisenchlorid- und Kombinationsverfahren, die mit Tageslicht belichtet werden, entstehen Fotogramme von Pflanzen und Tieren, Reproduktionen von Dokumentarfotos, Abbildungen aus Zeitungen und Büchern. Zeitabläufe werden durch Aufzeichnen von Veränderungen des Sonnenstands dargestellt. Ergänzend dazu entstanden Installationen und Objekte aus Alltags- und Trashmaterial, manchmal mit eigens dafür gebauten Maschinen, und medienübergreifende Inszenierungen im Raum mit Gegenständen, Fotos, Videos und Texten, welche auf die politische und soziale Kontextabhängigkeit von Bildern und Symbolen verweisen.
Gelegentlich verwendet Blittersdorff auch Kombinationen von elektro- und fotochemischen Verfahren, wie bei der Installation „Die Rose spricht alle Sprachen der Welt“, die 1998 anlässlich der Wiedereröffnung des Technischen Museums in Wien entstand.
Seit Ende der 90er Jahre entwickelt er Konzepte über kulturelle und soziale Strukturen und deren architektonische und urbane Realisierung. Die Öffentlichkeit der Orte, wo die Projekte jeweils stattfinden, wird miteinbezogen. Das Kunstprojekt ist erster Schritt eines Prozesses zur Bildung von Bewusstsein, der bis zu Buchpublikationen, Symposien etc. reicht. Beispiele dafür sind die temporäre Umgestaltung des Werndl-Denkmals in Steyr zu einem multimedialen Kunstwerk im öffentlichen Raum (1998, zusammen mit der Videokünstlerin Bernadette Huber) und 2002 der Nachbau der künstlichen Ruine Hanselburg, bei dem auf einem Platz in Loosdorf bei Laa an der Thaya ein Kunstobjekt unter Mithilfe der Bevölkerung entstand. Diese sanierte kurz danach auch die bereits desolate Originalruine. Das Erscheinen des Buchs „Loosdorf – sowohl, als auch – ein Ortsporträt“ schloss 2004 das Projekt ab.
Seit 2003 arbeitet Blittersdorff an einem Projekt über Architektur und soziales Leben in der realsozialistischen Plan- und Industriestadt Nowa Huta bei Krakau. Ausgehend von Dokumentarfotos wird das Spannungsfeld zwischen Fotografie und anderen Bildtechniken (Malerei, Zeichnung, Cyanotypie) untersucht und versucht über das Kunstprojekt neue Sichtweisen für dieses urbane Phänomen zu finden.
Seit 1977 ist Blittersdorff Mitglied der Wiener Secession und seit 1994 der Künstlervereinigung Maerz in Linz und der Grazer Autorenversammlung.

## Ausstellungen (Auswahl)
(P)-Personalausstellungen, (K)- Kollektivausstellungen
- 1976: „Segno-scrittura-segno“, studio d´arti visive, Rom (P)
- 1977: „Zeichen für den fall“, Secession Wien (P)
- 1982: „Gesichtsbilder-bildgesichter“, Galerie Hildebrand, Klagenfurt, „Gesichtsbilder“, Stadtmuseum Nordico, Linz (P)
- 1987: „Case e colori“, Galleria  Kocian, Grado (P)
- 1988: Galerie Tabant, Wien „Rot-weiss-rot“, Galerie Maerz, Linz „Coincidentia oppositorum“, azienda autonomo di turismo, Sistiana/ Triest, Hipphalle, Gmunden, zus. mit F. J. Altenburg „Viel-leicht-viel-schwer“ Galerie Brünnerstrasse, Gaweinstal (P)
- 1989: Galerie „Cult“, Wien (P)
- 1990: „Stromschnelle“, Galerie A4 Wels, Galerie Rytmogramm, Bad Ischl (P)
- 1992: „Arbeitende Produktionsmittel“, Galerie Unwahr, Berlin „Wechselbilder“, Galerie im Stifterhaus, Linz (P)
- 1993: „Eine wachstumsperiode-Rosniecie period“ Galeria QQ, Ul.Rakowicka 21, Kraków (P) Genetische Kunst, Ars Electronica, O.Ö.Landesgalerie, Linz, Lichtflut, Kärntner Landesgalerie, Klagenfurt (K)
- 1994: „Transbananas“, Galerie QQ, Ul.Mehoffera 2. Kraków „Plato“, Fotogalerie Wien, „Welswelt“,Galerie der Stadt Wels (P) „Art in transit“, Kunstraumschiff Stubnitz, St. Petersburg-Hamburg, „Fort Sztuki“, Kraków (K)
- 1995: „Weltbewegung,“ Galerie Gmünd/Kärnten (P) „prawda i metoda“, Centrum Sztuki, Bytom, „Spotkania Krakowskie“ BWA-Galeria Bunkier Sztuki, Kraków (K)
- 1996: „dieses-dasselbe“, ehemaliger Virchowhörsaal der Charité, Berlin (P)
- 1997: „Zeitskulpturen,“ O.Ö. Landesgalerie Linz  (K)
- 1998: Video-Computer-Lichtinstallation beim Werndldenkmal, Steyr, mit Bernadette Huber (im Rahmen der O.Ö. Landesausstellung) „Die Rose spricht alle Sprachen der Welt“, elektrochemische Installation im Technischen Museum, Wien
- 2000: „Österreich im Herbst,“ Video- und Textinstallation anlässlich der Ausstellung „Schöpfungszeiten“ O.Ö. Landesgalerie Linz (K)
- 2001: „Spielkampf – Kampfspiel“, Bildserie und Video-Installation, Bananapark, Landau (P)
- 2002: Eröffnung des Ortsgestaltungsprojekts „ein ort baut ein wahrzeichen“ in Loosdorf, bei Laa an d. Thaya, Niederösterreich „Spielkampf – Kampfspiel“, Serienbild und Videoinstallation bei „Kaernoel“,Villach
- 2004: Buchpräsentation „Loosdorf-sowohl als auch – Porträt eines Orts im nördlichen Weinviertel“ in Loosdorf, bei Laa an d. Thaya, Niederösterreich,
- 2005: Ausstellung „Bramy-Obrazy z Nowej Huty“ im  SARP, Krakau (P)
- 2005: „Nowa Huta Variations“, Kulturzentrum „Fort 49 – Kreszlavice“, Nowa Huta, 14. Nov. – 16. Dez. 2005 (P)

## Preise und Stipendien (Auswahl)
- 1973: Medaille der Kunstakademie Rom für anatomisches Zeichnen
- 1978: Förderungspreis der Stadt Wien für bildende Kunst
- 1979: Theodor-Körner-Preis
- 1980: Staatsstipendium für bildende Kunst
- 1988: Erster Preis des 8. Römerquelle-Kunstwettbewerbs
- 1992/93: Bundesstipendium im Österreichischen Atelier in Krakau
- 1995: Anerkennungspreis des Landes NÖ. f. Bildende Kunst
- 1999–2000: Österreichisches Bundesstipendium, Paris
- 2003: „Margret-Bilger-Arbeitsstipendium“ des Landes Oberösterreich für das Projekt „Nowa Huta- eine Idealstadt im Wandel“